# چندجمله‌ای مشخصه
در جبر خطی، چندجمله‌ای مشخصه یک ماتریس مربعی، چندجمله‌ای است که تحت تشابه ماتریس ثابت است و دارای مقادیر ویژه به عنوان ریشه است. در بین ضرایب خود، دترمینان و رَد ماتریس را دارد. چندجمله‌ای مشخصهٔ یک درونریختی فضای برداری با بعد محدود، چندجمله‌ای مشخصه ماتریس آن درونریختی بر روی هر پایه است (یعنی چندجمله‌ای مشخصه به انتخاب یک پایه بستگی ندارد). معادله مشخصه که به عنوان معادله دترمینان نیز شناخته می‌شود، معادله‌ای است که از معادل‌سازی چندجمله‌ای مشخصه با صفر به دست می‌آید.
در نظریه طیفی گراف، چندجمله‌ای مشخصه یک گراف، چندجمله‌ای مشخصه ماتریس مجاورت آن است.

## انگیزه
با توجه به یک ماتریس مربعی {\displaystyle ,A} ما می‌خواهیم چندجمله‌ای را پیدا کنیم که صفرهای آن مقادیر ویژه {\displaystyle A} باشد برای یک ماتریس قطری {\displaystyle A}، چندجمله‌ای مشخصه را می‌توان به صورت زیر تعریف کرد: اگر درایه‌های قطری {\displaystyle a_{1},a_{2},a_{3},\ldots ,} و غیره باشند. آنگاه چندجمله‌ای مشخصه خواهد بود:{\displaystyle \left(t-a_{1}\right)\left(t-a_{2}\right)\left(t-a_{3}\right)\cdots .}این کار می‌کند زیرا درایه‌های قطری نیز مقادیر ویژه این ماتریس هستند.
برای یک ماتریس کلی {\displaystyle A} می‌توان به صورت زیر عمل کرد. یک اسکالر {\displaystyle \lambda } یک مقدارویژه از {\displaystyle A} اگر و فقط اگر بردار غیرصفر {\displaystyle \mathbf {v} }، وجود داشته باشد بردارویژه نامیده می‌شود، به طوری که{\displaystyle A\mathbf {v} =\lambda \mathbf {v} ,}یا به‌طور معادل{\displaystyle (\lambda I-A)\mathbf {v} =0}که دراینجا {\displaystyle I} ماتریس همانی است. از آنجا که {\displaystyle \mathbf {v} } باید غیرصفر باشد، این بدان معناست که ماتریس {\displaystyle \lambda I-A} دارای هسته غیرصفر است؛ بنابراین این ماتریس وارون‌پذیر نیست و بنابراین دترمینان آن باید صفر باشد؛ بنابراین مقادیرویژه از {\displaystyle A} ریشه‌های {\displaystyle \det(\lambda I-A)}، هستند که یک چندجمله‌ای در {\displaystyle \lambda } است.

## تعریف رسمی
{\displaystyle A} را یک ماتریس {\displaystyle n\times n} درنظر بگیرید. چندجمله‌ای مشخصه از {\displaystyle A} نشان داده شده با {\displaystyle p_{A}(t)}، چندجمله‌ای تعریف‌شده‌است توسط.{\displaystyle p_{A}(t)=\det(tI-A)}که {\displaystyle I} نشان دهندهٔ ماتریس همانی {\displaystyle n\times n}.
برخی از نویسندگان چندجمله‌ای مشخصه را {\displaystyle \det(A-tI)} تعریف می‌کنند. آن چندجمله‌ای با چیزی که در اینجا با یک علامت {\displaystyle (-1)^{n}} تعریف شده متفاوت است، بنابراین برای ویژگی‌هایی مانند ریشه داشتن مقادیر ویژه {\displaystyle A} تفاوتی ندارد؛ با این حال، تعریف بالا همیشه یک چندجمله‌ای یکین به دست می‌دهد، درحالی که تعریف جایگزین تنها زمانی یکین است که {\displaystyle n} زوج است.

### مآخذ
- T.S. Blyth & E.F. Robertson (1998) Basic Linear Algebra, p 149, Springer ISBN 3-540-76122-5.
- John B. Fraleigh & Raymond A. Beauregard (1990) Linear Algebra 2nd edition, p 246, Addison-Wesley ISBN 0-201-11949-8.
- Garibaldi, Skip (2004), "The characteristic polynomial and determinant are not ad hoc constructions", American Mathematical Monthly, 111 (9): 761–778, arXiv:math/0203276, doi:10.2307/4145188, JSTOR 4145188, MR 2104048
- Werner Greub (1974) Linear Algebra 4th edition, pp 120–5, Springer, ISBN 0-387-90110-8.
- Paul C. Shields (1980) Elementary Linear Algebra 3rd edition, p 274, Worth Publishers ISBN 0-87901-121-1.
- Gilbert Strang (1988) Linear Algebra and Its Applications 3rd edition, p 246, Brooks/Cole ISBN 0-15-551005-3.